# Felicia, înainte de toate
Felicia, înainte de toate este un film românesc din 2009 regizat de Răzvan Rădulescu, Melissa de Raaf. Rolurile principale au fost interpretate de actorii Ozana Oancea, Ileana Cernat, Vasile Menzel.

## Distribuție
Distribuția filmului este alcătuită din:
- Ileana Cernat — Dna. Mateescu, mama Feliciei
- Ozana Oancea — Felicia
- Ilinca Anghelescu — Iulia, sora Feliciei
- Ionuț Kivu — Sorin, soțul Iuliei
- Vasile Menzel — Dl. Mateescu, tatăl Feliciei
- Clara Vodă — Funcționar Lufthansa
- Gelu Nițu — Dl. Constantin
- Victoria Cociaș — Dna. Constantin